# Koca Sinan Pascha

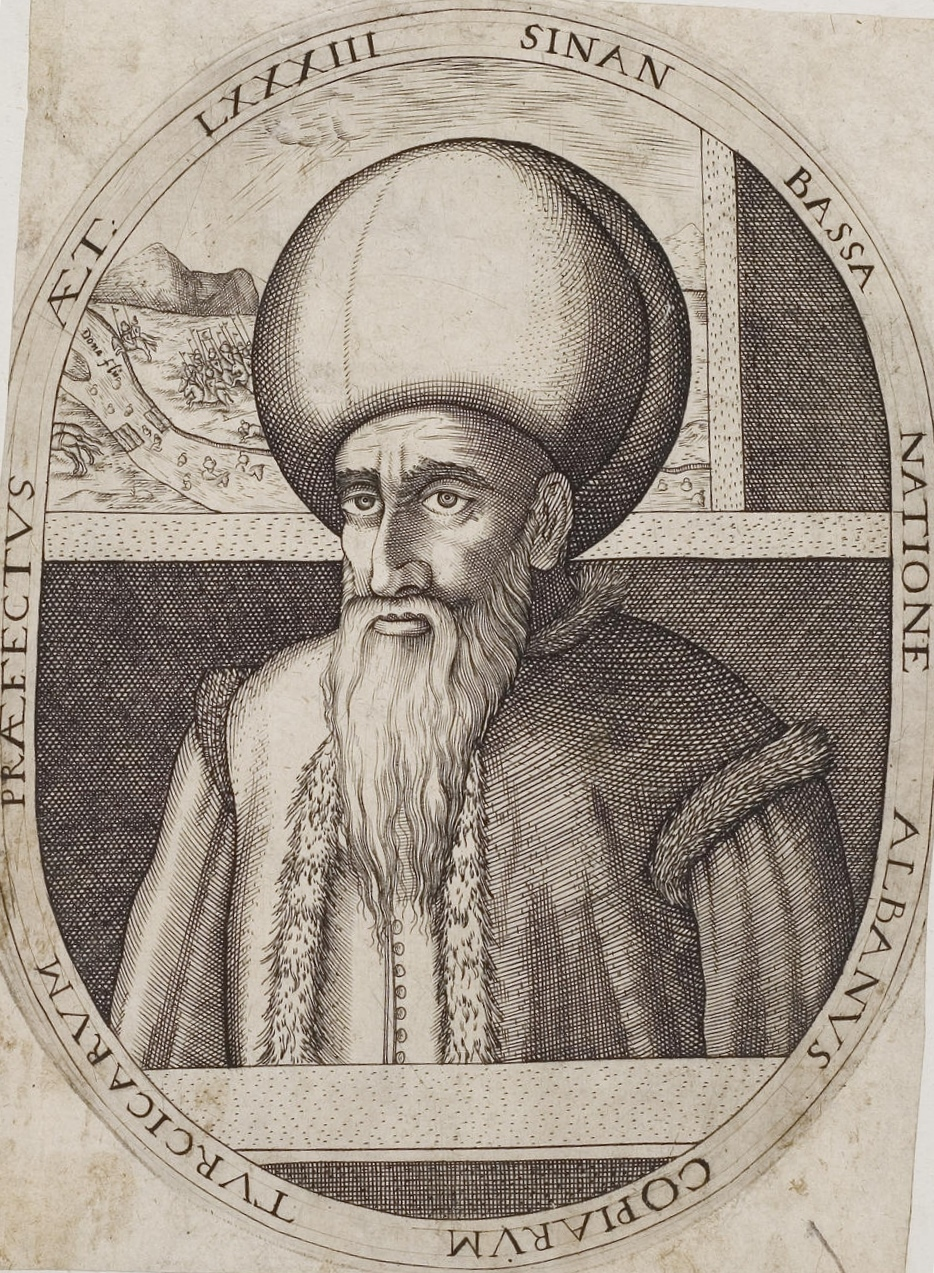
Sinan Pascha im Alter von 83 Jahren

Koca Sinan Pascha (auch Sinan Pascha, türkisch Koca Sinan Paşa, albanisch Koxha Sinan Pasha; * 1512; † 3. April 1596) war ein Pascha, Feldherr und Staatsmann des Osmanischen Reiches albanischer Herkunft.

## Leben
Sinan stammte aus Topojan im heutigen Nordalbanien und stieg im Dienst des Sultans stetig empor. Er wurde 1569 zum Statthalter von Ägypten ernannt und war bis 1571 mit der Eroberung des Jemen beansprucht. 1574 befehligte er den großen Feldzug gegen Tunis, das trotz der Verteidigung durch spanische und italienische Garnisonen dem Osmanischen Reich einverleibt wurde. 1580 kommandierte Sinan die Armee gegen das persische Reich der Safawiden und wurde zum Großwesir ernannt, fiel aber in Ungnade und wurde im folgenden Jahr verbannt. Er wurde anschließend Statthalter von Damaskus.  Nach der großen Revolte der Janitscharen von 1589 wurde er ein zweites Mal Großwesir. Der Janitscharenaufstand von 1591 führte zu seiner Absetzung, aber 1593 wurde er abermals zurückberufen, um ein drittes Mal Großwesir zu werden. Im gleichen Jahr kommandierte er das osmanische Heer gegen das habsburgische Königreich Ungarn und löste mit diesem Vorstoß den Langen Türkenkrieg aus. Trotz seiner Siege wurde er im Februar 1595, kurz nach der Thronbesteigung Mehmeds III., wieder entlassen und nach Malkara verbannt. Im August war er wieder an der Macht und nahm an dem Feldzug in der Walachei teil. Der unglückliche Verlauf dieses Unternehmens, der im Fall der Festung Gran gipfelte, brachte ihn ein weiteres Mal in Ungnade, und ihm wurde das Amtssiegel entzogen (19. November). Davor ließ er im Jahr 1595 die Reliquien des ersten serbischen Erzbischofs und Nationalheiligen Hl. Sava vom  Kloster Mileševa nach Belgrad bringen und zur Demütigung der Serben öffentlich verbrennen (an dem Ort der Verbrennung wurde später der Dom des Hl. Sava errichtet). Der Tod seines Nachfolgers, Lala Mehmed, drei Tage später wurde als Zeichen des Himmels gesehen, und Sinan wurde ein fünftes Mal Großwesir. Er starb im Alter von 84 Jahren.
Zu seinen Bauwerken zählen das Perlenkiosk am Bosporus, mehrere Gebäude in Thessaloniki und Belgrad sowie Moscheen, darunter eine Moschee in Damaskus und eine im kosovarischen Katschanik.